# DOS Utrecht
El DOS Utrecht fue un equipo de fútbol de los Países Bajos que alguna vez jugó en la Eredivisie, la primera división de fútbol en el país.

## Historia
Fue fundado en el año 1901 en la ciudad de Utrecht y su nombre significaba Door Oefening Sterk (el ejercicio fortalece) y fue uno de los equipos fundadores de la Eredivisie en la temporada de 1956/57.
En la temporada de 1957/58 consigue ganar su primer y único título de la Eredivisie por diferencia de goles, y fue un equipo constante en la liga hasta que en 1970 se fusionan con el USV Elinkwijk y el Velox FC para dar origen al FC Utrecht, equipo que conserva la plaza del VV DOS en la Eredivisie.
El club no desapareció del todo, ya que continuó con vida en la categoría aficionada, donde principalmente participó en la segunda categoría no profesional de Países Bajos. En 2001 el club cambia su nombre por el de VV DOS'01, en la temporada 2002/03 el club es desaparecido por deudas con voluntarios, y en 2004 pasa a llamarse VV DHC'04 luego de que se fusionan con en USV Holland. En 2007 el Stritche Boys se fusiona dentro de la institución y nace el actual DHSC.

## Palmarés
- Eredivisie: 1

1957/58

## Participación en competiciones de la UEFA
| Temporada | Torneo         | Ronda          | Club                 | Casa | Visita | Global |
| --------- | -------------- | -------------- | -------------------- | ---- | ------ | ------ |
| 1958/59   | Copa Europea   | Clasificatoria | Sporting Portugal    | 3-4  | 1-2    | 4-6    |
| 1963/64   | Copa de Ferias | 1              | Sheffield Wednesday  | 1-4  | 1-4    | 2-8    |
| 1964/65   | Copa de Ferias | 1              | KB                   | 4-3  | 2-1    | 6-4    |
| 1964/65   | Copa de Ferias | 2              | RFC Lieja            | 0-2  | 0-2    | 0-4    |
| 1965/66   | Copa de Ferias | 1              | FC Barcelona         | 0-0  | 1-7    | 1-7    |
| 1966/97   | Copa de Ferias | 1              | FC Basel             | 2-1  | 2-2    | 4-3    |
| 1966/97   | Copa de Ferias | 2              | West Bromwich Albion | 1-1  | 2-5    | 3-6    |
| 1967/68   | Copa de Ferias | 1              | Real Zaragoza        | 3-2  | 1-3    | 4-5    |
| 1968/69   | Copa de Ferias | 1              | Dundalk FC           | 1-1  | 1-2    | 2-3    |

## Jugadores

### Jugadores destacados
| - Eddy Achterberg - Louis van den Bogert - Miklós Dacsev - Piet Dumortier - Luc Flad - Hans Kraay - Gerard van Leur - Tonny van der Linden - Cees Loffeld - Cor Luiten - Frans de Munck | - Piet van Oudenallen - Johan Plageman - Wesley Sneijder - Henk Temming - Mosje Temming - Leo van Veen - Gerrit Voges - Gerard Weber - Arno Wellerdieck - Henk Wery - Nico van Zoghel |